# Ompok eugeneiatus
Ompok eugeneiatus es una especie de peces de la familia Siluridae en el orden de los Siluriformes.

## Morfología
• Los machos pueden llegar alcanzar los 16,5 cm de longitud total.

## Distribución geográfica
Se encuentra en Malasia, la Tailandia peninsular, Brunéi e Indonesia, incluyendo los ríos Mekong y Chao Phraya.